# 와이드럭스

와이드럭스 F8

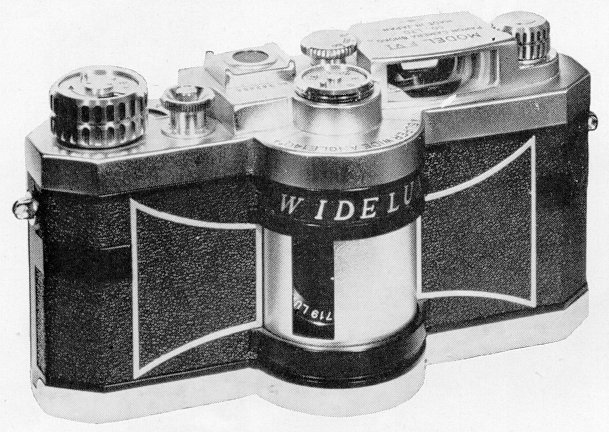
와이드럭스 FVI

와이드럭스(영어: Widelux, 일본어: ワイドラックス)는 1948년에 설립된 일본의 파노라마 사진기 전문제조업체인 파논 카메라(일본어: パノンカメラ商工 파논 카메라 쇼코[*], 영어: Panon Camera Shoko Co. Ltd.,)가 만든 완전 기계식 파노라마 사진기의 상표이름이다.
와이드럭스라는 상표이름은 1958년 발매된 와이드럭스 FV에 처음 붙여졌고, 이후 135 필름을 사용하여 25×60mm 크기의 화면을 만드는 소형 사진기와 120 필름을 사용하여 50×112mm 크기의 화면을 만드는 중형 사진기, 두 가지 판형으로 2005년까지 파논 카메라가 생산한 여러 파노라마 사진기들에 이 상표이름이 사용되었다.

## 모델들

### 120 필름 사용 와이드럭스 사진기
- 와이드럭스 150 (Widelux 150, 1973년 발매)[1]
- 와이드럭스 1500 (Widelux 1500, 1980년 발매)[1]
- 뉴 와이드럭스 1500 (New Widelux 1500, 1987년 발매) - 수평화각 150도에 룩스(Lux) 50mm f2.8 가변초점 렌즈가 장착되었고, 셔터 스피드는 1/8, 1/60, 1/125초 3단이다. 노출조절은 매뉴얼 방식이고, 몸체 위 중앙에 광학식 뷰 파인더가 있다.[1]

### 135 필름 사용 와이드럭스 사진기

와이드럭스 F8로 촬영한 사진

- 와이드럭스 FV (Widelux FV, 1958년 발매) - 은백색 몸체.
- 와이드럭스 FI (Widelux FI, 1959년 발매) - 은백색 몸체.
- 와이드럭스 FVI (Widelux FVI, 1964년 발매) - 은백색 몸체.
- 와이드럭스 F6 (Widelux F6) - 은백색과 검은색 몸체. 이전과 이후의 다른 모델들과 달리 파인더 위쪽 모델명 표기의 제조국 표시가 ‘MADE IN JAPAN’이 아닌 ‘MADE IN NIPPON’으로 되어있다.
- 와이드럭스 F6B (Widelux F6B) - 은백색과 검은색 몸체. 이 가운데 은백색 몸체는 이전의 은백색 몸체의 모델들(FI, FV, FVI)과 달리 렌즈 원통 부분이 검은색이다.
- 와이드럭스 F7 (Widelux F7, 1975년 발매) - 검은색 몸체.
- 와이드럭스 F8 (Widelux F8, 1988년 발매) - 35mm 필름용으로는 최종 모델. 검은색 몸체. 렌즈는 룩스(Lux) 26mm F2.8을 장착. 초점은 약 5m에 고정되어 있어, F8까지 조리개를 조이면 0.8m에서 무한대까지 초점이 맞는다.

## 같이 보기
- 파논 카메라
- 파노라마